# Cintractia eleocharidis
Cintractia eleocharidis är en svampart som först beskrevs av Thirum. & Pavgi, och fick sitt nu gällande namn av Vánky 2005. Cintractia eleocharidis ingår i släktet Cintractia och familjen Anthracoideaceae.   Inga underarter finns listade i Catalogue of Life.